# 神奈川県立大磯高等学校

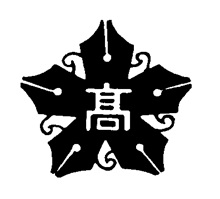
校章

神奈川県立大磯高等学校（かながわけんりつ おおいそこうとうがっこう）は、神奈川県中郡大磯町に所在する公立の高等学校。略称「磯高（いそこう）」。

## 設置学科
- 普通科

## 概要
校舎の南には大磯の海、北には高麗山（こまやま）などの山があり、季節や天候により景色が鮮やかに変化する環境下にある。国道134号を挟んですぐ海岸という場所に立地しているため運動部の練習が砂浜で行われることがある。南側校舎にある図書館からは海が見える。

## 沿革
- 1927年 - 大磯町立大磯実科高等女学校（4年制）として大磯尋常高等小学校に併設開校される。生徒定員200名。
- 1930年 - 第1回卒業式挙行。卒業生に「裁縫科専科小学校準教員免許状」が授与される（第9回卒業生まで）。校旗・校章が制定される。
- 1943年 - 中等学校令改正により大磯町立大磯高等女学校と改称。
- 1945年 - 兵器増産のため、学校工場を設ける。志願者増加。疎開してきた人のため、1学級増。終戦により学校工場廃止。
- 1946年 - 創立20周年記念式典挙行。
- 1948年 - 大磯町立大磯女子高等学校と改称。後援会がPTAとして発足。
- 1950年 - 男女共学実施により大磯町立大磯高等学校と改称。新校舎工事起工式、校歌発表記念式及び祝賀記念音楽会開催。
- 1951年 - 県立移管により神奈川県立大磯高等学校と改称。4月に現在地の新校舎に移転。
- 1968年 - 創立40周年記念式典挙行。
- 1977年 - 創立50周年記念式典挙行。50周年記念誌発行。
- 1987年 - 創立60周年記念式典挙行。
- 1997年 - 創立70周年記念式典挙行。
- 2007年 - 創立80周年記念式典挙行。
- 2017年 - 創立90周年記念式典挙行。

## 行事

### 主な行事予定
様々な行事が存在するが、代表的なものは、海鳴祭である。海鳴祭とは体育祭と文化祭の総称であり以前は6月に両方行われていた。しかし近年は授業時間確保の影響もあり、6月に体育祭、9月文化祭と分けて行われている。
主な行事予定は以下の通りである。
- 4月 遠足
- 6月 体育祭
- 9月 文化祭
- 10月 2年生 修学旅行

また同校は海の近くに位置するため、毎年7月に海岸清掃を実施している。この清掃には大勢の生徒や教職員、保護者が参加しており、同校前の北浜海岸の環境維持に貢献している。

### 海鳴祭(体育祭)
近年は6月に行われる。体育祭では学年縦割りの7つのブロックに分かれて競う。毎年体育祭前にはブロックの色決めが行われる。ブロック色は赤、青、黄、ピンク、紫、緑、オレンジの7色である。体育祭では騎馬戦や近年はダンスが行われている。

### 海鳴祭(文化祭)
文化祭は9月に実施される。食品販売やダンス、展示などが行われる。

## 教育目標・方針

### 教育目標
- 知識を広め、個人の能力を伸ばして、人格の完成を目指す。
- 社会の形成者として、平和を愛し、責任を重んじ、文化向上に貢献できる健全な国民を育成する。
- 国際感覚を養い、広い視野と展望を有する人材を育成する。[1]

### 教育方針
- 学力・体力・気力を充実させ、自主的精神を養い、心身ともに健康で情操豊な人間形成に努める。
- 基礎学力の充実をはかる。
- 健康に留意し、強固な意志・すぐれた体力を持つ人物を養成する。
- 学校生活を通して自主性を養い、社会生活の基礎を身につけ、実践力ある人物を養成する。
- 集団の中における個人のあり方を自覚し、相互信頼と協調の心を養う。
- 適切な進路指導につとめ、個人の可能性を十分伸ばす。
- 自然を愛し、環境の整備を常に心掛ける。
- 人間愛の立場に立って、人権を尊重する事の大切さを身につけさせる。[1]

### 校章
「大磯町立大磯実科高等女学校」時代の昭和５年に制定された。
学問を象徴する五本のペンで大磯の「大」をかたどり、"相模の海"を象徴する「波」を間に配し、知性を磨き、広い豊かな心を育む姿を表している。

## 学習
授業時間は50分である。
●全員受験の全国模試やスタディサポートを利用してのきめ細かい進路指導。
●大学模擬講座・大学訪問・研究学術機関訪問あり。
●朝学習・土曜講習・夏期講習あり。

数学においては課題の量が多いため、日々の学習が求められる。同校は朝学習や課題などを通して学習する機会を充分に与えている。したがって、学生本人がその機会を充分に利用することによって目標進路に近づくことができる。授業スピードはあまり早いわけではないため難関大学を志望する学生は自ら先取り学習などを行なっている。近辺に海があり、のんびりとしてしまう学生が多い。しかし、自ら意志を持って1年次から日々学習を継続して行なっている学生は希望する進路を実現していることが多い。

## 進学実績
2016年度の大学合格者数（浪人含む）は、早稲田大学2名、上智大学1名、横浜国立大学1名、東京農工大学1名、明治大学15名、立教大学10名、中央大学11名、青山学院大学16名などである。

## 施設
- 購買部
- 図書館
- 体育館
- 武道場

## 部活動・同好会
同校は文武両道を掲げ、文化・運動共に部活動が非常に盛んである。特に文化部ではSF研究部の活躍が目覚ましく、映画甲子園で最優秀脚本賞を受賞した。また、運動部ではバドミントン部が男女ともに県大会に出場し、活躍している。また同好会の数が多いのも特徴の一つである。2016年には無線同好会が新設された。
- 運動部
  - 陸上競技部、バスケットボール部（男子）、バスケットボール部（女子）、バレーボール部（男子）、バレーボール部（女子）、ソフトボール部、サッカー部、ソフトテニス部、硬式テニス部（男子）、硬式テニス部（女子）、バドミントン部（男子バドミントン部（女子）、ラグビー部、野球部、剣道部、弓道部、水泳部、卓球部[5]、ダンス部
- 文化部
  - 吹奏楽部、茶華道部、SF研究部 [5]
- 同好会
  - 生物同好会、文芸漫画同好会、天文同好会、tea cook同好会、軽音楽同好会、写真同好会

## 交通アクセス
- JR東海道線大磯駅 徒歩約15分
- 神奈中バス 長者町 徒歩約5分

## 著名な出身者
- 清原翔 - 俳優、モデル
- 高木敏子 - 作家　ガラスのうさぎの作者で主人公　一時在学
- 森永奈緒美 - 女優
- 馬屋原誠 - ラグビー選手
- TOMOSUKE - 作曲家
- MiyuMiyu - バンド　メンバーが本校出身
- マーティン (タレント) - タレント
- 鍛代元気 - フットサル選手